# NGC 3156
NGC 3156 é uma galáxia lenticular (S0) localizada na direcção da constelação de Sextans. Possui uma declinação de +03° 07' 47" e uma ascensão recta de 10 horas, 12 minutos e 41,1 segundos.
A galáxia NGC 3156 foi descoberta em 13 de Dezembro de 1784 por William Herschel.